# Inari Vachs

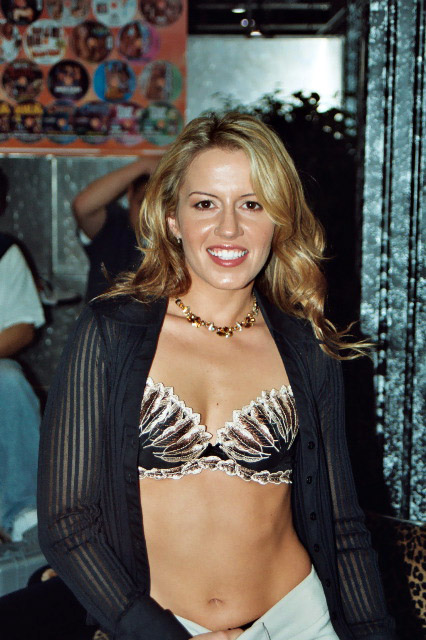
Inari Vachs bei der AVN Adult Entertainment Expo 2003

Inari Vachs (* 2. September 1974 in Chicago, Illinois als Nicole Verlinich) ist eine US-amerikanische Pornodarstellerin. Im Jahre 2000 wurde sie sowohl mit dem AVN Award als auch dem XRCO Award als Female Performer of the Year ausgezeichnet.

## Karriere
Ihre Eltern stammen aus Serbien. Nach ihrem Umzug nach Kalifornien stand sie bei der Agentur World Modelling unter Vertrag. Auf Inaris Anregung, eine Nackt-Fotostrecke zu machen, wurde ihr ein Pornodreh angeboten. Zu ihren bekanntesten Filmen gehören das Porno-Drama West Side mit Lexington Steele und die Hochglanz-Produktionen Aroused und Pin-Ups 2 von Andrew Blake. Sie spielte zudem in dem Film Euphoria. Nachdem sie seit 1997 Pornofilme gedreht hatte, zog sie sich im Sommer 2002 zurück. 2010 wurde sie in die XRCO Hall of Fame aufgenommen und gab im Oktober des Jahres mit dem Film Harder ihr Comeback. 2012 wurde sie Mitglied der AVN Hall of Fame.

## Filmografie (Auswahl)
- 1998: No Man’s Land 24
- Pussyman’s Decadent Divas 2
- Pin-Ups 2
- MILFs Like It Big 14
- Real Housewives of the San Fernando Valley – A XXX Parody
- Kittens & Cougars 4

## Auszeichnungen
- 2000 AVN Award „Female Performer of the Year“[1]
- 2000 AVN Award „Best Group Sex Scene, Video“
- 2000 XRCO Award „Female Performer Of The Year“
- 2000 XRCO Award „Best Actress“ in The Awakening
- 2000 NightMoves Award „Best New Starlet“
- 2001 AVN Award „Best Anal Sex Scene, Film“ in Facade
- 2001 AVN Award „Best Couples Sex Scene, Video“ in West Side
- 2002 XRCO Award „Best Girl-Girl Sex Scene“ in No Man's Land 33
- 2002 Genesis Magazine „Pornstar of the Year“
- 2010 Aufnahme in die XRCO Hall of Fame
- 2012 Aufnahme in die AVN Hall of Fame